# Volcán Puracé
El volcán Puracé está ubicado departamento colombiano del Cauca, sobre la cordillera central. Está localizado dentro del área del parque nacional natural Puracé, específicamente en las coordenadas geográficas 2° 19' 01 N y 76° 23' 53 W, a una distancia de 52 km al SE de la ciudad de Popayán. Su altitud es de 4.646 m s. n. m.; es uno de los volcanes más activos de Colombia.

## Generalidades
Su edificio tiene forma de un cono truncado con laderas de 30° de inclinación, presenta un cráter interno y otro externo, concéntricos de 500 y 900 m de diámetro, respectivamente. La actividad fumarólica se concentra en el interior del cráter, principalmente en una gran grieta que atraviesa el fondo; también hay un importante campo fumarólico en el flanco externo NW del volcán (Fumarola Lateral). 
El Volcán hace parte de la Cadena volcánica de los Coconucos, con los volcanes Puracé, Piocollo, Quriquinga, Calambas, Paletara, Quintín, Los Charcas, Manchagara, Pan de Azúcar y Pucará.

## Geología, actividad volcánica y sísmica
El volcán Puracé se encuentra ubicado sobre una antigua formación (pre-Puracé), la cual a su vez, se desarrolló en el borde de una caldera (Chagartón). Los productos principales del volcán son piroclastos, intercalados con coladas de lava, generalmente de composición andesítica. 
El volcán ha contado con más de 17 erupciones desde el año 1948, donde ocurrió una de las mayores explosiones de lava, piroclastos y rocas, a partir de este año se han reportado pequeños sismos de manera esporádica, sin embargo, entre marzo y septiembre del 2000, el registro de este tipo de actividad se incrementó, contabilizado 80 sismos, siendo este el período de mayor registro. Durante los días 12 y 13 de diciembre de 2008 se experimentó una actividad inusual con aumento considerable de sismos ubicados en sectores norte del volcán, estos fueron clasificados como tipo LP tránsito de fluidos.

## Fauna

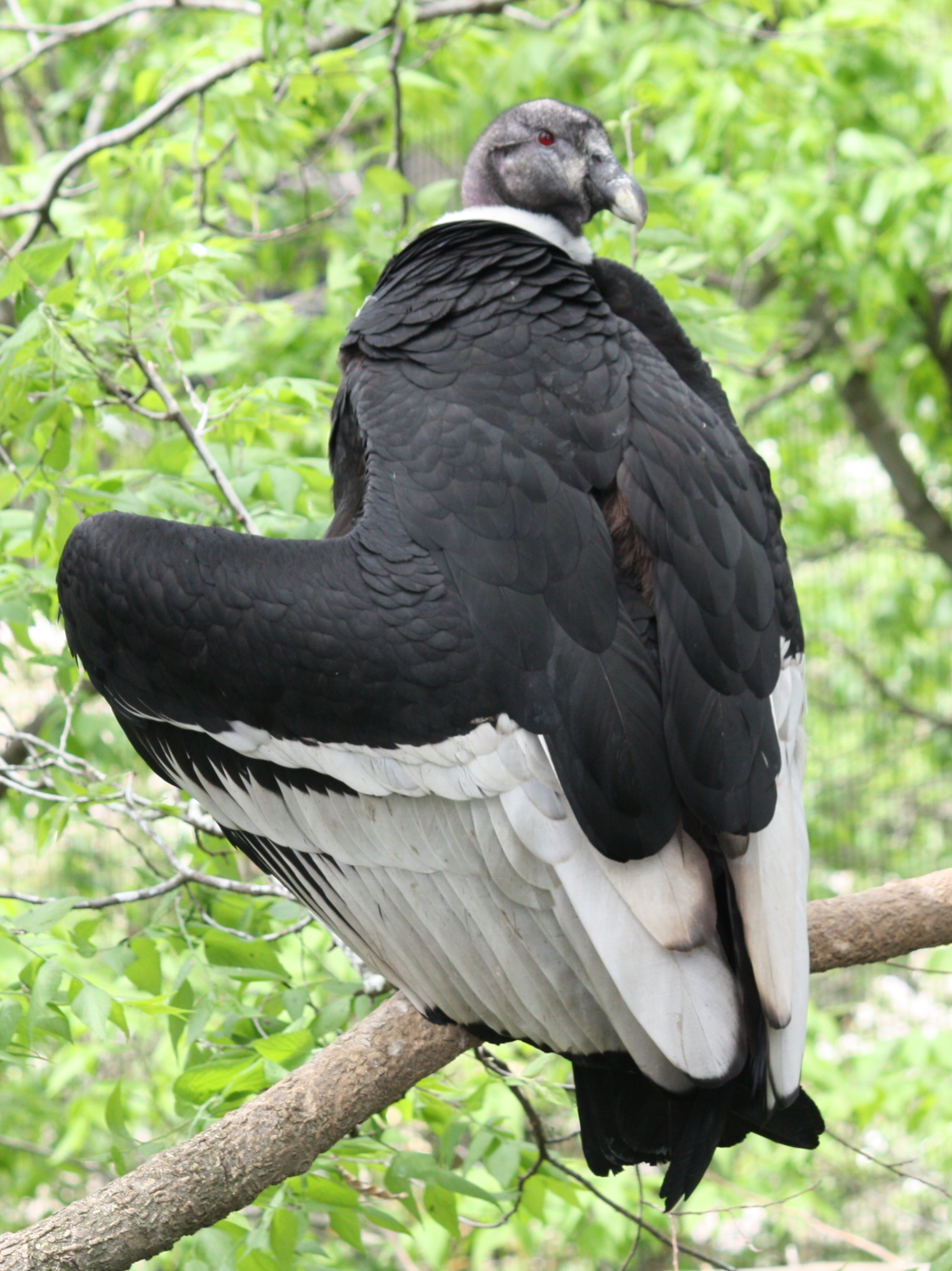
Cóndor de los Andes